# Callispa nigronotata
Callispa nigronotata is een keversoort uit de familie bladkevers (Chrysomelidae). De wetenschappelijke naam van de soort werd in 1931 gepubliceerd door Maurice Pic.